# Charaxes barnsi
Charaxes barnsi är en fjärilsart som beskrevs av James John Joicey och Talbot 1927. Charaxes barnsi ingår i släktet Charaxes och familjen praktfjärilar. Inga underarter finns listade i Catalogue of Life.